# Herb gminy Brańszczyk
Herb gminy Brańszczyk – symbol gminy Brańszczyk, ustanowiony 18 czerwca 1998.

## Wygląd i symbolika
Herb przedstawia na tarczy w zielonej tarczy herbowej przedzielonej z lewa w skos wstęgą błękitną w polu górnym białego bociana o czerwonych łapach i dziobie, z rozłożonymi skrzydłami, w polu dolnym mitrę biskupią czerwoną ze złotymi zdobieniami oraz pastorał złoty w skos. Wstęga błękitna symbolizuje przepływający przez gminę Bug. Bocian to dosłowne nawiązanie do przyrody gminy i licznych tu siedlisk bocianów. Infuła i pastorał nawiązują do faktu, że Brańszczyk był własnością biskupów płockich. W pierwotnej wersji herb miał błękitną tarczę, a linia falista była koloru srebrnego.